# Adriana Krnáčová

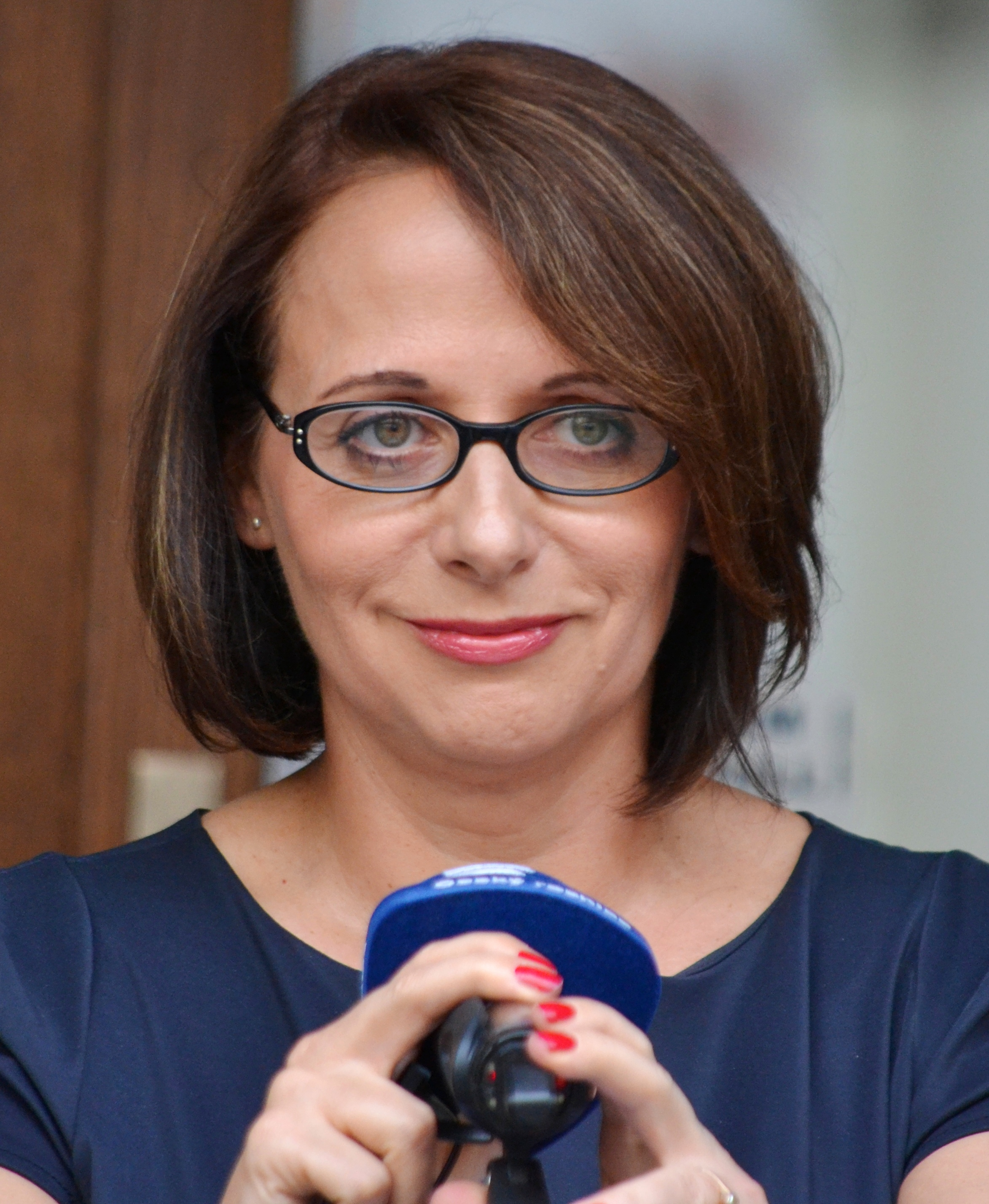
Adriana Krnáčová, 2015

Adriana Krnáčová (* 26. September 1960 in Bratislava) ist eine tschechische Politikerin. Von November 2014 bis November 2018 war sie Oberbürgermeisterin  der Hauptstadt Prag.
Die gebürtige Slowakin studierte bildende Kunst und Sprachen an der Comenius-Universität Bratislava, ferner belegte Krnáčová Kurse auf der University of Michigan und erlangte den Titel Master of Business Administration (MBA) auf der DePaul University in Chicago.
Von 2000 bis 2007 leitete Krnáčová Transparency International Tschechien. Von 2007 bis 2009 arbeitete sie bei Johnson & Johnson. Danach war sie Geschäftsführerin und Eigentümerin der Firma BlueOceanSolutions.
Am 14. März 2014 ernannte sie der tschechische Innenminister Milan Chovanec zu seiner Stellvertreterin für öffentliche Verwaltung und Legislative. Bei den Kommunalwahlen 2014 war sie Spitzenkandidatin der Partei ANO 2011 für Prag und wurde in den Stadtrat gewählt. Am 26. November trat Krnáčová als erste Frau das Amt der Oberbürgermeisterin an. In ihre Amtszeit fiel die Fertigstellung des Tunnelkomplex Blanka. Krnáčová gab im April 2018 bekannt, nicht für eine zweite Amtszeit zu kandidieren und sich aus der Politik zurückzuziehen.
Im Oktober 2019 engagierte sie sich wieder politisch und opponierte innerhalb der Partei ANO gegen den Vorsitzenden Andrej Babiš, dem sie vorwarf, nachweislich zu lügen. Seit März 2020 gehörte sie dieser Organisation nicht mehr an.
Adriana Krnáčová hat drei Kinder und ist geschieden. 